# Бочаров, Анатолий Георгиевич
Анато́лий Гео́ргиевич Бочаро́в (1922—1997) — советский и российский литературный критик, доктор филологических наук, профессор МГУ им. М. В. Ломоносова.

## Биография
Отец — Георгий Алексеевич Бочаров, родом из с. Подхожее Тульской губернии, был домоуправом, секретарем партячейки, позднее работал в Главцветметзолото и был директором небольшого магазина культтоваров. После войны — арбитр Министерства местной топливной промышленности РСФСР. Мать — в девичестве Клавдия Владимировна Капустина — из мещанской семьи в г. Молога Ярославской губернии.
Закончил 1-й курс литфака МИФЛИ. Участник Великой Отечественной войны. Окончил филологический факультет МГУ (1950). Кандидат филологических наук (1953); тема кандидатской диссертации — «Русская советская массовая песня. 1934—1952».
Работал в «Литературной газете», журнале «Советский Союз». В МГУ с 1967 года. Доктор филологических наук (1971). Тема докторской диссертации «Человек и война. Некоторые проблемы социалистического гуманизма послевоенной советской прозы о войне». Профессор (1976). Заведующий кафедрой литературно-художественной критики и публицистики (1976—1994) факультета журналистики МГУ им. М. В. Ломоносова. Читал курсы «Современная русская литература», «Критическая интерпретация художественного текста».
Член Союза писателей (1957) и Союза журналистов (1961), член редколлегии журналов «Филологические науки» (1979), «Вестник Московского университета. Серия „Журналистика“» (1981), член Международной ассоциации литературных критиков. Председатель научно-методического совета по пропаганде литературы и искусства при правлении общества «Знание» РСФСР (1979—1988 гг.).
Заслуженный профессор Московского университета (1996).
Лауреат премии имени М. В. Ломоносова 2 степени (1975) за монографию «Человек и война» (1973). Награждён орденами Красной Звезды (1943), Отечественной войны (II ст. — 1944), «Знак Почёта» (1962), медалями «За отвагу» (1942), «За трудовое отличие» (1986).
Супруга — Светлана Константиновна (1928—2016).
Урна с прахом захоронена в колумбарии Ваганьковского кладбища.

## Творчество
По взглядам — светский гуманист. Область интересов: советская и русская литература.
«Пристрастия в мировоззренческой сфере наиболее отчетливо и устойчиво сформировались уже в „оттепельные“ годы и отданы тем, кто был на стороне совестливой личности, верной чувству долга, — Хемингуэй, Бёлль, а из наших — Тендряков, Гранин, Трифонов и другие, кто способствовал самому, на мой взгляд, главному — утверждению человеческого достоинства и гражданской ответственности. А антипатию испытывал и испытываю к любым проявлениям социальной злобы и лжи — прежде всего проповеди национальной исключительности и призывам расправиться с инакомыслящими» (из автобиографии).

## Основные работы
Книги
- Советская массовая песня. — М.: Советский писатель, 1956.
- Эммануил Казакевич. Очерк творчества. — М.: Советский писатель, 1965;
- Слово о победителях: военная проза Эм. Казакевича. — М.: Художественная литература, 1970;
- Человек и война. Идеи социалистического гуманизма в послевоенной прозе о войне. — М.: Советский писатель, 1973, 1978.
- Требовательная любовь. Концепция личности в современной советской прозе. — М., 1977.
- Художественные поиски советской многонациональной прозы. — М.: Знание, 1980;
- Бесконечность поиска: художественные поиски современной советской прозы. — М., 1982.
- Литературно-художественная критика (в соавт., 1982).
- Экзаменует жизнь. — М., 1985.
- Чем жива литература? Современность и литературный процесс. — М.: 1986.
- Литература и время. Из творческого опыта прозы 60-80-х гг. — М.: 1988.
- Василий Гроссман: Жизнь. Творчество. Судьба. — М., 1990.
- Журнальная периодика России (в соавт., 1996).

Статьи
- О советской лирической песне // Новый мир. 1950. № 7.